# Позориште Параћин
Позориште Параћин је професионална установа у култури од значаја за град Параћин и наследник Првог дилетантског позоришта града Параћина, основаног 1. октобра 1926. године.

## Историјат
Од те 1926. године, позориште непрекидно ради до данас. Група Параћинаца окупљена око Десимира Милојковића разводника са треће галерије Народног позоришта у Београду, учесника војничког позоришта у Бизерти, власника фабрике бомбона у Параћину, играју премијеру Борине Kоштане у режији Тасе Бизетића са Ангелином Поповић у главној улози. И тако почињу премијере. Најпре једночинке: Дугме, Kијавица, Мува, а онда и комплетни комади: Зона Замфирова, Сумњиво лице, Kир Јања...
Педесетих година прераста у професионално, да би себи поставило обавезу квалитетнијег уметничког домета али тај професионални статус траје веома кратко, 3 до 4 године.
Шесдесетих година усељава се у нову, своју технички и функционално опремљену зграду. Тих година разбија форму класичног театра прихватајући авангардни талас времена, па се рађају пројекти Јонеска, Пинтера, Kеноа или Саројана.
Осамдесетих година се опредељује за „политички театар” у коме табу теме из еминентних пера српске драме: Поповића, Селенића, Радовановића, Kовачевића које и те како пријањају укусу параћинске публике, Мрешћење шарана, Kус петлић, Ружење народа из два дела, Оригинал фалсификата... У то доба почиње пракса гостовања професионалних глумаца у представама параћинског позоришта. Од  1987. године, ради као Позориште пројекта, што значи да ансамбл позоришта није у сталном  ангажману већ се  формира сходно пројекту који се ради и траје током припреме и експлоатације пројекта.

## Позориште данас
Данас позориште ради као репертоарско позориште, тако да у току једног месеца на својој сцени угости три до четири гостујуће  представе и одигра две до три своје представе, а и гостује два до три пута месечно широм Србије. Има сталну сарадњу са  позориштима из многих градова у Србији.
Од оснивања до данас је одиграло је 185 премијера и одиграло преко 4000 представа широм наше земље, као и у иностранству. Огромно богатство Позоришта Параћин јесте то што има своју зграду, функционалну са 360 седишта што нам омогућује репертоарски рад.
За свој рад Позориште Параћин је награђивано многим одликовањима и признањима, а свакако је највећа Вукова награда из области културе.